# Max Lopes
Max Lopes (Rio de Janeiro, 18 de junho de 1939 – Maricá, 23 de setembro de 2023) foi um carnavalesco brasileiro, conhecido como "O Mago das cores", que desenvolvia desfiles em estilo barroco, sua especialidade. Foi campeão do carnaval carioca com a Imperatriz Leopoldinense em 1989 e pela Estação Primeira de Mangueira em 1984 e 2002. 
É considerado como um dos mais criativos e importantes carnavalescos do carnaval brasileiro, e o único a obter a comanda maior de Imortal da Academia e Belas Artes, e também obtém uma Cadeira Permanente o Conselho de Carnaval da Mangueira. Foi homenageado pela Vila Santa Tereza no ano de 2005.

## Histórico no Carnaval
Max Lopes iniciou sua carreira no ano na década de 70, como ajudante de Fernando Pamplona (um dos grandes carnavalescos do carnaval carioca da época) no Salgueiro. Seu primeiro desfile como carnavalesco principal foi em 1976, na escola de samba Unidos de Lucas, com o enredo: "Mar Baiano em Noite de Gala" alcançando a 12ª colocação, sendo a escola rebaixada. Em 1977 passou para a Imperatriz, onde fez o enredo "Viagem fantástica às terras de Ibirapitanga". A escola foi rebaixada, mas o carnavalesco continuou seu trabalho e no ano seguinte voltaram ao grupo principal com o enredo "Vamos brincar de ser criança". seu primeiro carnaval de sucesso, foi em 1982, na escola de samba União da Ilha do Governador, com o enredo "É Hoje!", ano também que começou a ser conhecido pelas formas deu trabalhava com as cores, ganhando o título de "Mago das Cores".
Nos anos seguintes assinou os desfiles da tradicional escola carioca, Estação Primeira de Mangueira, levando a escola em 1984 ao campeonato e ao supercampeonato, com o enredo; "Yes, Nós Temos Braguinha", fora seu primeiro título, e o único a conquistar o supercampeonato, oferecido apenas no ano de 1984, inauguração do Sambódromo. no ano de 1989, voltou a Imperatriz Leopoldinense, assinando o enredo; "Liberdade! Liberdade! Abra as Asas Sobre Nós!", levando a escola ao campeonato, e conquistando seu terceiro título. em 1991 assinou o desfile da Unidos do Viradouro; cujo enredo homenageava a atriz comediante, Dercy Gonçalves, com o enredo; "Bravo, Bravíssimo - Dercy, o Retrato de um Povo".
No ano de 1992, fora personagem de um dos mais trágicos acidentes que já aconteceram no Sambódromo, o último carro da agremiação teve problemas em seu gerador, e pegou fogo durante o desfile da Viradouro, cujo enredo era; "...E a Magia da Sorte Chegou!", desfile assinado em conjunto com o carnavalesco Mauro Quintaes, desde lá, jamais usou qualquer artifício com fogo em suas alegorias. Em 1998 assinou no Acadêmicos do Grande Rio o enredo; "Prestes, O Cavaleiro da Esperança" e em 1999 o enredo; "Ei, Ei, Ei, Chateau é Nosso Rei".
Em 2000 para carnaval 2001, voltou a agremiação tradicional Verde-e-Rosa da Mangueira, onde já havia assinado os desfiles de 1983 e 1984. No ano de 2002 já se sagrou, pela quarta vez, campeão com a Estação Primeira, cujo enredo era; "Brazil com 'Z' é pra Cabra da Peste, Brasil com 'S' é a Nação do Nordeste", um desfile colorido e irreverente. No ano seguinte, 2003, trouxe um dos desfiles mais luxuosos e requintados de sua carreira e da Estação Primeira, o enredo era; "Os Dez Mandamentos: O Samba da Paz Canta a Saga da Liberdade", nesse enredo a agremiação Verde-e-Rosa trouxe o maior carro que já passou na Marquês de Sapucaí, seu abre-alas tinha 87 metros, e 10 metros de altura.
No ano de 2005, trouxe um enredo sobre a energia na Estação Primeira; um desfile com conceitos diferentes dos habituais da escola e do carnavalesco, que não conquistou muito o público. Em 2006, resolveu realizou um carnaval tradicional, falando sobre temática nordestina novamente, cujo enredo era; "Das Águas do Velho Chico, Nasce Um Rio de Esperança". A escola saiu do sambódromo aclamada como campeã, mas no resultado final ficou em 4º lugar. No ano de 2007 optou pelo tema da história da língua portuguesa e sua influência literárias até os dias de hoje, um desfile didático e extremamente acadêmico que liderou até o 5º quesito da apuração, tendo como resultado final o 3º lugar.
Para 2008, o carnavalesco apostou novamente no nordeste para trazer o 19º título para a Estação Primeira e conquistar seu 5º título. Falou do centenário do Frevo, com o enredo; "100 Anos do Frevo, é de Perder o Sapato. Recife Mandou me Chamar...", com o qual a escola ficou em 10º lugar. Saiu da Mangueira após oito anos.
No ano de 2009, estreou como carnavalesco da Unidos do Porto da Pedra, onde falou sobre a curiosidade, com o enredo "Não Me Proíbam Criar. Pois Preciso Curiar! Sou o País do Futuro e Tenho Muito a Inventar!", porém a escola ficou com o 10º lugar.
Após 20 anos, Max retorna a Imperatriz onde desenvolve um enredo sobre as religiões. No entanto, devido a problemas estruturais da escola, ficou na 8ª colocação. No carnaval de 2011 teve como enredo a saúde, e terminou na 6ª colocação. Depois do carnaval surgiram boatos de que Max iria para Portela, o qual no entanto foi negado pelo mesmo. Após o carnaval de 2012, foi demitido devido a mudanças na escola de Ramos para a próxima edição. No ano de 2013, retorna a Viradouro, sendo que pela primeira vez não fará uma escola do Especial ou dividindo, no entanto fará estreia na escola de samba Gaviões da Fiel, famosa escola do Grupo especial da folia Paulistana.
Em 2013, após ser dispensado da Viradouro, declarou ter a cara da Mangueira, mesmo assim não sacramentou sua volta a ela, passando então boa parte do ano sem atuar no mundo carnavalesco, até ser confirmado em novembro como integrante da comissão de carnaval da São Clemente, onde num enredo sobre as favelas, terminou na 11ª colocação.
Em 2015, foi novamente carnavalesco da Vila Isabel, onde recebeu o 11º lugar num enredo sobre a música clássica, e ainda colaborou com a Unidos de Lucas, onde iniciou no mundo do carnaval. No ano seguinte Max não ficou de fora do carnaval, pois retorna pela terceira vez à Viradouro. Depois de um ano fora do carnaval, Max acertou pra ser carnavalesco da Santa Cruz.
Morreu em 23 de setembro de 2023, vítima de um câncer de próstata, no Hospital Municipal Conde Modesto Leal, em Maricá, no Rio de Janeiro, onde estava internado desde 24 de agosto do mesmo ano. Na internação, apresentava instabilidade hemodinâmica e insuficiência renal aguda.

## Carnavais
Abaixo, a lista de desfiles assinados por Max Lopes.
| Ano  | Escola          | Colocação              | Divisão       | Enredo                                                                                               | Ref. |
| ---- | --------------- | ---------------------- | ------------- | --- | ---- |
| 1976 | Unidos de Lucas | 12.º lugar             | Grupo 1       | Mar baiano em noite de gala                                                                          |      |
| 1977 | Imperatriz      | 9.º lugar              | Grupo 1       | Viagens Fantástica às Terras de Ibirapitanga                                                         |      |
| 1978 | Imperatriz      | Vice-campeã            | Grupo 2       | Vamos Brincar de Ser Criança                                                                         |      |
| 1982 | União da Ilha   | 5.º lugar              | Grupo 1A      | É Hoje!                                                                                              |      |
| 1983 | Mangueira       | 5.º lugar              | Grupo 1A      | Verde que Te Quero Rosa...Semente Viva do Samba                                                      |      |
| 1984 | Mangueira       | Campeã                 | Grupo 1A      | Yes, Nós Temos Braguinha                                                                             |      |
| 1985 | Vila Isabel     | 3.º lugar              | Grupo 1A      | Parece que foi ontem                                                                                 |      |
| 1986 | Vila Isabel     | 11.º lugar             | Grupo 1A      | De alegria cantei, de alegria pulei, de três em três pelo mundo rodei                                |      |
| 1987 | Vila Isabel     | 7.º lugar              | Grupo 1       | Raízes                                                                                               |      |
| 1988 | União da Ilha   | 6.º lugar              | Grupo 1       | Aquarilha do Brasil                                                                                  |      |
| 1988 | Cubango         | 4.º lugar              | Grupo 3       | Ave Bahia, cheia de graça                                                                            |      |
| 1989 | Imperatriz      | Campeã                 | Grupo 1       | Liberdade! Liberdade! Abra as Asas sobre Nós                                                         |      |
| 1990 | Imperatriz      | 4.º lugar              | Especial      | Terra Brasilis, o que se plantou deu                                                                 |      |
| 1990 | Viradouro       | Campeã                 | Grupo A       | Só vale o escrito                                                                                    |      |
| 1991 | Viradouro       | 7.º lugar              | Especial      | Bravo, Bravíssimo - Dercy Gonçalves, o retrato de um povo                                            |      |
| 1992 | Viradouro       | 9.º lugar              | Especial      | E a magia da sorte chegou                                                                            |      |
| 1993 | Viradouro       | 7.º lugar              | Especial      | Amor, sublime amor                                                                                   |      |
| 1995 | Vila Isabel     | 9.º lugar              | Especial      | Cara e Coroa, as duas faces da moeda                                                                 |      |
| 1995 | Arrastão        | 3.º lugar              | Grupo A       | Frevança                                                                                             |      |
| 1996 | Vila Isabel     | 7.º lugar              | Especial      | A heroica cavalgada de um povo                                                                       |      |
| 1997 | Estácio         | 13.º lugar (Rebaixada) | Especial      | Através da fumaça, o mágico cheiro do carnaval                                                       |      |
| 1998 | Grande Rio      | 8.º lugar              | Especial      | Prestes, o cavaleiro da esperança                                                                    |      |
| 1998 | Sossego         | 3.º lugar              | Grupo C       | Em busca do destino                                                                                  |      |
| 1999 | Grande Rio      | 6.º lugar              | Especial      | Ei, Ei, Ei, Chateau é o nosso rei!                                                                   |      |
| 1999 | Sossego         | 8.º lugar              | Grupo B       | 500 Anos - Brasil - O que Caminha viu e não viu                                                      |      |
| 2000 | Grande Rio      | 9.º lugar              | Especial      | Carnaval à vista - não fomos catequizados, fizemos carnaval                                          |      |
| 2001 | Mangueira       | 3.º lugar              | Especial      | A Seiva da Vida                                                                                      |      |
| 2002 | Mangueira       | Campeã                 | Especial      | "Brasil com "Z" é pra cabra da peste, Brasil com "S" é nação do Nordeste"                            |      |
| 2003 | Mangueira       | Vice-campeã            | Especial      | Os dez mandamentos - o samba da paz canta a saga da liberdade                                        |      |
| 2004 | Mangueira       | 3.º lugar              | Especial      | Mangueira redescobre a Estrada Real e faz deste eldorado seu carnaval                                |      |
| 2005 | Mangueira       | 6.º lugar              | Especial      | Mangueira energiza a avenida. Carnaval é pura energia e a energia é o nosso desafio                  |      |
| 2006 | Mangueira       | 4.º lugar              | Especial      | Das Águas do Velho Chico nasce um rio de esperança                                                   |      |
| 2007 | Mangueira       | 3.º lugar              | Especial      | Minha língua é minha pátria, Mangueira meu grande amor. Meu samba vai ao lácio e colhe a última flor |      |
| 2008 | Mangueira       | 10.º lugar             | Especial      | 100 anos de frevo, é de perder o sapato. Recife mandou me chamar...                                  |      |
| 2009 | Porto da Pedra  | 10.º lugar             | Especial      | Não Me Proíbam Criar. Pois Preciso Curiar! Sou o País do Futuro e Tenho Muito a Inventar!            |      |
| 2010 | Imperatriz      | 8.º lugar              | Especial      | Brasil de todos os deuses                                                                            |      |
| 2011 | Imperatriz      | 6.º lugar              | Especial      | A Imperatriz adverte: sambar faz bem à saúde                                                         |      |
| 2012 | Imperatriz      | 10.º lugar             | Especial      | Jorge, amado Jorge                                                                                   |      |
| 2013 | Gaviões da Fiel | 9.º lugar              | Especial (SP) | Ser Fiel é a alma do negócio                                                                         |      |
| 2013 | Viradouro       | Vice-campeã            | Série A       | Nem melhor e nem pior que não sai da minha mente ...inspiração do meu samba, eu também sou diferente |      |
| 2014 | São Clemente    | 11.º lugar             | Especial      | Favela                                                                                               |      |
| 2015 | Vila Isabel     | 11.º lugar             | Especial      | O maestro brasileiro está na terra de Noel, a partitura é azul e branco, da nossa Vila Isabel        |      |
| 2015 | Unidos de Lucas | 7.º lugar              | Série B       | Em busca do destino                                                                                  |      |
| 2016 | Viradouro       | 3.º lugar              | Série A       | O Alabê de Jerusalém: A Saga de Ogundana                                                             |      |
| 2018 | Santa Cruz      | 10.º lugar             | Série A       | No voo mágico da esperança, quem acredita sempre alcança                                             |      |

## Títulos e estatísticas
Max Lopes é um dos maiores vencedores do carnaval do Rio de Janeiro, com três conquistas na primeira divisão.
| Divisão          | Campeonato | Ano               | Vice | Ano        | Terceiro | Ano                    |
| ---------------- | ---------- | ----------------- | ---- | ---------- | -------- | ---------------------- |
| Primeira divisão | 3          | 1984, 1989 e 2002 | 1    | 2003       | 4        | 1985, 2001, 2004, 2007 |
| Segunda divisão  | 1          | 1990              | 2    | 1978, 2013 | 2        | 1995, 2013             |

## Premiações
- Estandarte de Ouro

1. 2006 - Personalidade [15]

- OSK do Samba

1. 2015 - Melhor enredo (Unidos de Lucas - "Em Busca do Destino") [16][17]

- Prêmio Elite do Samba

1. 2015 - Melhor enredo (Unidos de Lucas - "Em Busca do Destino") [18][19]

- Troféu Jorge Lafond

1. 2004 - Melhor carnavalesco (Mangueira) [20]
2. 2016 - Melhor enredo (Viradouro - "O Alabê de Jerusalém: A Saga de Ogundana") [21][22]